# Feature Magnetic
Featuring Magnetic è il quattordicesimo album solista del rapper statunitense Kool Keith, pubblicato il 16 settembre del 2016 e distribuito da Mello Music. Il disco vanta diverse collaborazioni: MF Doom, Craig G, Godfather Don, Necro, Mac Mall, Slug, Bumpy Knuckles, Sadat X e Ras Kass.
L'album ottiene recensioni generalmente positive, pur non riuscendo a classificarsi: il sito Metacritic gli assegna 75/100, voto basato su 6 recensioni.
| Recensione | Giudizio |
| ---------- | -------- |
| AllMusic   | [ 1 ]    |
| HipHopDX   | [ 2 ]    |
| The Wire   | [ 2 ]    |
| Pitchfork  | [ 2 ]    |
| Exclaim!   | [ 2 ]    |

## Tracce
1. Intro (musica: Number One Producer)
2. Stratocaster (featuring Godfather Don) – 3:07 (musica: Number One Producer)
3. MC Voltron (featuring Craig G) – 2:55 (musica: Number One Producer)
4. Super Hero (featuring MF Doom) – 3:10 (musica: Number One Producer)
5. World Wide Lamper (featuring B.a.R.S Murre & Dirt Nasty) – 4:00 (musica: Number One Producer)
6. Bragging Rights (featuring Psycho Les) – 3:06 (musica: Number One Producer)
7. Girl Grab (featuring Necro) – 3:13 (musica: Number One Producer)
8. Bonneville (featuring Mac Mall) – 2:43 (musica: Ocean Ave Records)
9. Tired (featuring Ed O.G.) – 3:18 (musica: Ol Man 80zz, Futurewave)
10. Cold Freezer (featuring Bumpy Knuckles) – 2:59 (musica: Number One Producer)
11. Peer Pressure (featuring Slug) – 3:34 (musica: Number One Producer)
12. Life (featuring Sadat X) – 3:31 (musica: Giz)
13. Writers (featuring Ras Kass) – 3:24 (musica: Number One Producer)

Durata totale: 39:00
Traccia bonus
1. Cheesecake – 3:09 (musica: Number One Producer)